# K.R.I.T. Iz Here
K.R.I.T. Iz Here è il quarto album del rapper statunitense Big K.R.I.T., pubblicato nel 2019 da BMG e Multi Alumni. Ottiene un punteggio di 69/100 su Metacritic, raggiungendo il secondo posto tra i dischi indipendenti negli Stati Uniti.
| Recensione | Giudizio |
| ---------- | -------- |
| AllMusic   |          |
| HipHopDX   |          |
| Pitchfork  |          |

## Tracce
1. K.R.I.T. Here – 3:21 – DJ Camper
2. High End Country (Interlude) – 0:47
3. I Been Waitin – 2:27 – Musik Major X, Reuel Ethan
4. Make It Easy – 2:52 – DJ Camper, Luke Witherspoon
5. Addiction (featuring Lil Wayne & Saweetie) – 2:50 – Rico Love, Don Corleon
6. Energy – 3:15 – Rico Love, Danja
7. Obvious (featuring Rico Love) – 3:24 – Danja, M Millz, Qkaution
8. I Made (featuring Yella Beezy) – 2:28 – Grant Strumwasser, Mike Hector, Wallis Lane
9. Everytime (featuring Baby Rose) – 3:52 – Ervin Garcia, Nabeyin, Uni, Lane
10. Believe – 2:46 – Rico Love, M Millz
11. Prove It (featuring J. Cole) – 3:22 – Wolfe De Mchls
12. Family Matters – 3:16 – Wolfe De Mchls
13. Blue Flame (Interlude) – 0:27 (Scott)
14. Blue Flame Ballet – 3:29 – Rolynne Anderson
15. Learned from Texas – 3:13 – DJ Khalil, Tariq Beats
16. Outer Space – 3:01 – Tae Beast
17. High Beams (featuring Wolfe de Mçhls) – 3:44 – Wolfe De Mchls
18. Life in the Sun (featuring Camper) – 3:03 – Mark Byrd
19. M.I.S.S.I.S.S.I.P.P.I. – 5:08 – Danja

## Classifiche settimanali
| Classifica (2019)         | Posizione massima |
| ------------------------- | ----------------- |
| Stati Uniti               | 16                |
| US Independent Albums     | 2                 |
| US Top R&B/Hip-Hop Albums | 10                |